# Turny
Turny is een gemeente in het Franse departement Yonne (regio Bourgogne-Franche-Comté) en telt 784 inwoners (1999). De plaats maakt deel uit van het arrondissement Auxerre.

## Geografie
De oppervlakte van Turny bedraagt 25,2 km², de bevolkingsdichtheid is 31,1 inwoners per km².
De onderstaande kaart toont de ligging van Turny met de belangrijkste infrastructuur en aangrenzende gemeenten.

## Demografie
Onderstaande figuur toont het verloop van het inwonertal (bron: INSEE-tellingen).